# F. Murray Abraham
F. Murray Abraham (Pittsburgh, 1939. október 24. –) Oscar- és Golden Globe-díjas amerikai színész.

## Életrajza
Frederico Abrammo Monteglini néven látta meg a napvilágot egy asszír nemzetiségű szíriai emigráns és egy olasz-amerikai asszony fiaként. Apai nagyapja ortodox pap volt.
Texas-ban nőtt fel, El Paso-ban bandatag is volt, majd Austinban járt egyetemre, később Uta Hagen színitanodájába is beiratkozott. Ray Bradbury The Wonderful Ice Cream Suit című produkciójában debütált Los Angeles-ben. Az F. előtagot apja tiszteletére vette fel. Pályája kezdetén főleg mellékszerepekben tűnt fel (így a Kojak című sorozat két epizódjában is vendégszerepelt).  Az 1980-as évek adta meg számára az előrelépést. Jelentős, összetett karaktert formáló mellékszerepet alakított (Jacopo) Giuliano Montaldo 9 Emmy-jelölésből 2-t elnyert 8 részes Marco Polo című sorozatában. Játszott A sebhelyesarcúban is.
A karrierjében nagy áttörést hozó Amadeus című film főszerepét, II. József császár udvari komponistáját, Antonio Salieri-t is csupán egy véletlen folytán formálhatta meg, hiszen a válogatás során egy kisebb szerepre jelentkezett, de a rendező, Milos Forman alkalmasnak találta a főszerepre is. A középszerűség szentjeként, Salieri-ként 1984-ben megkapta a Golden Globe-ot és a legjobb főszereplőnek járó Oscar-díjat is.
Szerepelt A rózsa neve című Eco-regény 1986-os filmváltozatában, mint Bernardo Gui inkvizítor, de számtalan más film mellett játszott a Haláli fegyverben,  Woody Allen  Hatalmas Aphrodité -jában, a Finding Forrester-ben, a 13 kísértetben, a  Szent Lajos király hídja  című regényadaptáció alkirályi szerepében, A Grand Budapest Hotelben.

## Magánélete
1962 óta Kate Hannan házastársa volt, aki 2022. november 19-én hunyt el. Két gyermekük született.

## Filmográfia

### Film
| Év     | Magyar cím                                          | Eredeti cím                                                   | Szerep                             | Magyar hang      |
| ------ | --------------------------------------------------- | ------------------------------------------------------------- | ---------------------------------- | ---------------- |
| 1971   |                                                     | They Might Be Giants                                          | Clyde                              |                  |
| 1973   | Serpico                                             | Serpico                                                       | Serpico társa                      | Tolnai Miklós    |
| 1975   | A második utca foglyai                              | The Prisoner of Second Avenue                                 | taxisofőr                          | Bicskey Lukács   |
| 1975   | Napsugár fiúk                                       | The Sunshine Boys                                             | autószerelő                        | Márton András    |
| 1976   | Az elnök emberei                                    | All the President's Men                                       | Paul Leeper őrmester               |                  |
| 1976   | A Ritz fürdőház                                     | The Ritz                                                      | Chris                              | Józsa Imre       |
| 1978   | A nagy umbulda                                      | The Big Fix                                                   | Eppis                              | Holl Nándor      |
| 1983   | A sebhelyesarcú                                     | Scarface                                                      | Omar Suárez                        | Beregi Péter     |
| 1984   | Amadeus                                             | Amadeus                                                       | Antonio Salieri                    | Gáti Oszkár      |
| \|1986 | A rózsa neve                                        | The Name of the Rose                                          | Bernardo Gui                       | Gruber Hugó      |
| \|1986 | A rózsa neve                                        | The Name of the Rose                                          | Bernardo Gui                       | Tordy Géza       |
| 1988   |                                                     | Russicum - I giorni del diavolo                               | Carafa atya                        |                  |
| 1989   | A pusztító szél harcosai                            | Slipstream                                                    | Cornelius                          | Berzsenyi Zoltán |
| 1989   | Túl a csillagokon                                   | Beyond the Stars                                              | Dr. Harry Bertram                  | Barbinek Péter   |
| 1989   | A kedvenc                                           | The Favorite                                                  | Abdul Hamid                        |                  |
| 1989   | Egy ártatlan ember                                  | An Innocent Man                                               | Virgil Cane                        | Kristóf Tibor    |
| 1990   | A megtörhetetlen                                    | Cadence                                                       | Ramon Garcia százados              | Barbinek Péter   |
| 1990   | A megtörhetetlen                                    | Cadence                                                       | Ramon Garcia százados              | Varga T. József  |
| 1990   |                                                     | La batalla de los Tres Reyes                                  | Osrain                             |                  |
| 1990   | Hiúságok máglyája                                   | The Bonfire of the Vanities                                   | Abe Weiss kerületi ügyész          | Buss Gyula       |
| 1991   | Négykezes géppisztolyra                             | Mobsters                                                      | Arnold Rothstein                   | Gruber Hugó      |
| 1991   |                                                     | Money                                                         | Will Scarlet                       |                  |
| 1991   | Döntsön a kard!                                     | By the Sword                                                  | Max Suba                           | Barbinek Péter   |
| 1991   | Döntsön a kard!                                     | By the Sword                                                  | Max Suba                           | Uri István       |
| 1991   |                                                     | Eye of the Widow                                              | Kharoun                            |                  |
| 1992   |                                                     | Through an Open Window (rövidfilm)                            | narrátor (hangja)                  |                  |
| \|1993 | Haláli fegyver                                      | National Lampoon's Loaded Weapon                              | Dr. Harold Leacher                 | Reviczky Gábor   |
| \|1993 |                                                     | Sweet Killing                                                 | Zargo                              |                  |
| \|1993 | Az utolsó akcióhős                                  | Last Action Hero                                              | Vonós John nyomozó                 | Csuja Imre       |
| \|1993 | Az utolsó akcióhős                                  | Last Action Hero                                              | Vonós John nyomozó                 | Bezerédi Zoltán  |
| 1994   | Kint az utcán – Fresh                               | Fresh                                                         | sakkozó                            |                  |
| 1994   |                                                     | L'Affaire                                                     | Lucien Haslans                     |                  |
| 1994   | Játssz a túlélésért                                 | Surviving the Game                                            | Derek Wolfe Sr.                    | Barbinek Péter   |
| 1994   | Nostradamus                                         | Nostradamus                                                   | Scalinger                          | Rajhona Ádám     |
| 1995   | Hatalmas Aphrodité                                  | Mighty Aphrodite                                              | kórusvezető                        | Beregi Péter     |
| 1995   | Dillinger és Capone                                 | Dillinger and Capone                                          | Al Capone                          | Reviczky Gábor   |
| 1996   | A forradalom gyermekei                              | Children of the Revolution                                    | Joszif Sztálin                     |                  |
| 1997   | Mimic – A júdás faj                                 | Mimic                                                         | Dr. Gates                          | Uri István       |
| 1997   |                                                     | Una vacanza all'inferno                                       | Belisario                          |                  |
| 1997   |                                                     | Eruption                                                      | Mendoza elnök                      |                  |
| 1998   | Star Trek: Űrlázadás                                | Star Trek: Insurrection                                       | Ahdar Ru'afo                       | Uri István       |
| 1998   | Star Trek: Űrlázadás                                | Star Trek: Insurrection                                       | Ahdar Ru'afo                       | Rajhona Ádám     |
| 1999   | Muppet-show az űrből                                | Muppets from Space                                            | Noé (cameo)                        | Kristóf Tibor    |
| 1999   | A tetszhalott múmia, avagy Stan és Pan új kalandjai | The All New Adventures of Laurel & Hardy in For Love or Mummy | Henry Covington                    | Jakab Csaba      |
| 2000   | Fedezd fel Forrestert!                              | Finding Forrester                                             | Robert Crawford professzor         | Végvári Tamás    |
| 2000   |                                                     | David Proshker (rövidfilm)                                    | narrátor                           |                  |
| 2001   | Lovagok hőstette                                    | The Knights of the Quest                                      | Delfinello da Coverzano            |                  |
| 2001   | 13 kísértet                                         | Thirteen Ghosts                                               | Cyrus Kriticos                     | Dózsa László     |
| 2002   |                                                     | The Hire                                                      | Airport Guru (The Ticker-szegmens) |                  |
| 2002   | Joshua                                              | Joshua                                                        | Tardone atya                       |                  |
| 2003   | Az Aldo Moro-ügy                                    | Piazza delle Cinque Lune                                      | The Entity                         |                  |
| 2003   | Papa – Rua Alguem 5555                              | Rua Alguem 5555: My Father                                    | Paul Minsky                        |                  |
| 2004   |                                                     | Another Way of Seeing Things (rövidfilm)                      | narrátor                           |                  |
| 2004   | Túl sok románc                                      | Peperoni ripieni e pesci in faccia                            | Jeffrey                            |                  |
| 2004   | Szent Lajos király hídja                            | The Bridge of San Luis Rey                                    | Peru alkirálya                     | Kristóf Tibor    |
| 2006   | Gyilkos eszme                                       | Il mercante di pietre                                         | Shahid                             |                  |
| 2006   | A nyomozás – Az Úr 33. évében                       | The Inquiry                                                   | Nathan                             | Jakab Csaba      |
| 2007   | Bor és csókok                                       | Wine and Kisses                                               | Ruggero                            |                  |
| 2007   | A dzsungel markában                                 | Blood Monkey                                                  | Hamilton professzor                | Kárpáti Tibor    |
| 2008   |                                                     | Carnera: The Walking Mountain                                 | Léon Sée                           |                  |
| 2008   | Az ellenség nyelve                                  | A House Divided                                               | Wahid nagypapa                     |                  |
| 2009   |                                                     | Perestroika                                                   | Gross professzor                   |                  |
| 2009   |                                                     | Barbarossa                                                    | Siniscalco Barozzi                 |                  |
| 2010   |                                                     | The Unseen World                                              | John Henry Newman                  |                  |
| 2012   |                                                     | Goltzius and the Pelican Company                              | The Margrave of Alsace             |                  |
| 2012   | Bécs ostroma                                        | September Eleven 1683                                         | Boldog Avianói Márk                |                  |
| 2013   | Bosszútól fűtve                                     | Dead Man Down                                                 | Gregor                             | Varga Tamás      |
| 2013   | Llewyn Davis világa                                 | Inside Llewyn Davis                                           | Bud Grossman                       | Barbinek Péter   |
| 2013   |                                                     | Ti ho cercata in tutti i necrologi                            | Braque                             |                  |
| 2014   | A Grand Budapest Hotel                              | The Grand Budapest Hotel                                      | Mr. Moustafa                       | Barbinek Péter   |
| 2014   |                                                     | Il mistero di Dante                                           | Dante Alter Ego                    |                  |
| 2014   |                                                     | A Little Game                                                 | Norman Wallach                     |                  |
| 2018   | Kutyák szigete                                      | Isle of Dogs                                                  | Jupiter (hangja)                   | Papp János       |
| 2018   | Robin Hood                                          | Robin Hood                                                    | Bíboros                            | Beregi Péter     |
| 2019   | Így neveld a sárkányodat 3.                         | How to Train Your Dragon: The Hidden World                    | Mogor (hangja)                     | Barbinek Péter   |
| 2019   | Susi és Tekergő                                     | Lady and the Tramp                                            | Tony                               |                  |
| 2021   | Kísértő múlt                                        | Things Heard & Seen                                           | Floyd DeBeers                      | Szélyes Imre     |
| 2022   | A varázsfuvola                                      | The Magic Flute                                               | Dr. Longbow                        |                  |
| 2023   | Anyánk a kanapén                                    | Mother, Couch                                                 | Marcus / Marco                     | Fodor Tamás      |
| 2023   |                                                     | Double Soul                                                   | Mentor                             |                  |
| 2025   | A föníciai séma                                     | The Phoenician Scheme                                         | Próféta                            | Barbinek Péter   |

### Televízió
| Év        | Magyar cím                           | Eredeti cím                                  | Szerep                              | Megjegyzések                                             |
| --------- | ------------------------------------ | -------------------------------------------- | ----------------------------------- | -------------------------------------------------------- |
| 1975      |                                      | How to Survive a Marriage                    | Joshua Browne                       | 1 epizód                                                 |
| 1975–1977 | Kojak                                | Kojak                                        | Solly Nurse / Eddie Gordon          | 2 epizód                                                 |
| 1976      |                                      | All in the Family                            | hivatalnok                          | 1 epizód                                                 |
| 1977      |                                      | A.E.S. Hudson Street                         | Dr. Menzies                         | próbaepizód                                              |
| 1977      |                                      | The Andros Targets                           | Bobby Carr                          | 1 epizód                                                 |
| 1977      |                                      | Sex and the Married Woman                    | Duke Skaggs                         | tévéfilm                                                 |
| 1982–1983 | Marco Polo                           | Marco Polo                                   | Jacopo                              | - minisorozat (6 epizód) - magyar hangja: - Kézdy György |
| 1986      |                                      | Dream West                                   | Abraham Lincoln                     | 2 epizód                                                 |
| 1989      |                                      | I promessi sposi                             | Innominato                          | minisorozat (2 epizód)                                   |
| 1990      |                                      | A Season of Giants                           | II. Gyula pápa                      | tévéfilm                                                 |
| 1992      | Első kör                             | The First Circle                             | Joszif Sztálin                      | tévéfilm                                                 |
| 1993      | Újabb utazás a Föld középpontja felé | Journey to the Center of the Earth           | Harlech professzor                  | tévéfilm                                                 |
| 1993      | A Dozier-eset                        | Il caso Dozier                               | Goldstein                           | tévéfilm                                                 |
| 1996      | Texasi krónikák – A Holtak útján     | Dead Man's Walk                              | Caleb Cobb kapitány                 | minisorozat (3 epizód)                                   |
| 1999      | Falcone                              | Excellent Cadavers                           | Tommaso Buscetta                    | - tévéfilm - magyar hangja: - Végvári Tamás              |
| 1999      | Eszter, Perzsia királynője           | Esther                                       | Mordechai                           | - tévéfilm - magyar hangja: - Tordy Géza                 |
| \|2000    | A démon                              | The Darkling                                 | Bruno Rubin                         | tévéfilm                                                 |
| \|2000    |                                      | Un dono semplice                             | Thomas Barlow                       | tévéfilm                                                 |
| 2003      |                                      | Kingdom of David: The Saga of the Israelites | narrátor (hangja)                   | dokumentumfilm                                           |
| 2003      | Pompei – Egy város utolsó napja      | Pompeii: The Last Day                        | narrátor (hangja)                   | dokumentumfilm                                           |
| 2005      |                                      | NOVA – Newton's Dark Secrets                 | narrátor (hangja)                   | dokumentumfilm                                           |
| 2006      | Csendes Don                          | And Quiet Flows the Don                      | Pantaley                            | minisorozat (7 epizód)                                   |
| 2007      |                                      | In the Valley of the Wolves                  | narrátor (hangja)                   | dokumentumfilm                                           |
| 2008      | Cáparajzás                           | Shark Swarm                                  | Bill Girdler professzor             | - tévéfilm - magyar hangja: - Balázsi Gyula              |
| 2008      |                                      | The Wolf That Changed America                | narrátor (hangja)                   | dokumentumfilm                                           |
| 2009      |                                      | Saving Grace                                 | Matthew                             | 1 epizód                                                 |
| 2010      | Esküdt ellenségek: Bűnös szándék     | Law & Order: Criminal Intent                 | Dr. Theodore Nichols                | 1 epizód                                                 |
| 2010      | Író és kamuhős                       | Bored to Death                               | Richard Hawkes professzor           | 1 epizód                                                 |
| 2011–2014 | A férjem védelmében                  | The Good Wife                                | Burl Preston                        | 4 epizód                                                 |
| 2011–2014 | Louie                                | Louie                                        | John / Excelsior bácsi / Louie apja | 3 epizód                                                 |
| 2012      | Zsaruvér                             | Blue Bloods                                  | Leon Goodwin                        | 1 epizód                                                 |
| 2012–2018 | Homeland – A belső ellenség          | Homeland                                     | Dar Adal                            | 39 epizód                                                |
| 2013      | Belső ellenfél                       | Do No Harm                                   | Cozar                               | 1 epizód                                                 |
| 2013      | Sherlock és Watson                   | Elementary                                   | Daniel Gottlieb                     | 1 epizód                                                 |
| 2016      | Amynek áll a világ                   | Inside Amy Schumer                           | diplomata                           | 1 epizód                                                 |
| 2017      | Félig üres                           | Curb Your Enthusiasm                         | ayatollah                           | 1 epizód                                                 |
| 2018      | Diane védelmében                     | The Good Fight                               | Burl Preston                        | 1 epizód                                                 |
| 2019      | Az Orville: Új horizontok            | The Orville                                  | tanácsos                            | 1 epizód                                                 |
| 2019      |                                      | Chimerica                                    | Frank Sams                          | 4 epizód                                                 |
| 2020–2021 |                                      | Mythic Quest                                 | C.W. Longbottom                     | 18 epizód                                                |
| 2022      | Holdlovag                            | Moon Knight                                  | Khonshu (hangja)                    | - 5 epizód - magyar hangja: - Szélyes Imre               |
| 2022      | Guillermo del Toro: Rémségek tára    | Guillermo del Toro's Cabinet of Curiosities  | Dr. Carl Winters                    | - 1 epizód - magyar hangja: - Szélyes Imre               |
| 2022      | A Fehér Lótusz                       | The White Lotus                              | Bert Di Grasso                      | 7 epizód                                                 |
| 2023      |                                      | Nature                                       | Narrátor                            | - 1 epizód                                               |
| 2023      | A Fehér Ház vízszerelői              | White House Plumbers                         | John Sirica bíró                    | - 2 epizód                                               |